# FA Charity Shield 1953
Lo FA Charity Shield 1953, noto in italiano anche come Supercoppa d'Inghilterra 1953, è stata la 31ª edizione della Supercoppa d'Inghilterra.
Si è svolto il 12 ottobre 1953 all'Arsenal Stadium di Londra tra l'Arsenal, vincitore della First Division 1952-1953, e il Blackpool, vincitore della FA Cup 1952-1953.
A conquistare il titolo è stato l'Arsenal che ha vinto per 3-1 con reti di Doug Lishman (doppietta) e Tommy Lawton.

## Partecipanti
| Squadre   | Qualificazione                           | Partecipazioni precedenti (il grassetto indica la vittoria) |
| --------- | ---------------------------------------- | ----------------------------------------------------------- |
| Arsenal   | Vincitore della First Division 1952-1953 | 8 (1930, 1931, 1933, 1934, 1935, 1936, 1938,1948)           |
| Blackpool | Vincitore della FA Cup 1952-1953         | Nessuna                                                     |

## Tabellino
| Londra 12 ottobre 1953                                     | Arsenal   | 3 – 1 referto | Blackpool | Arsenal Stadium (39.853 spett.) |
| \| \| \| \| \| Lishman Lawton \| Marcatori \| Mortensen \| |           |               |           |                                 |
|                                                            |           |               |           |                                 |
| Lishman Lawton                                             | Marcatori | Mortensen     |           |                                 |

### Formazioni
| Arsenal:      |    |               |
|               |    |               |
| P             | 1  | Jack Kelsey   |
| D             | 2  | Len Wills     |
| D             | 3  | Walley Barnes |
| C             | 4  | Alex Forbes   |
| C             | 5  | Bill Dodgin   |
| C             | 6  | Joe Mercer    |
| A             | 7  | Cliff Holton  |
| A             | 8  | Jimmy Logie   |
| A             | 9  | Tommy Lawton  |
| A             | 10 | Doug Lishman  |
| A             | 11 | Don Roper     |
| Allenatore:   |    |               |
| Tom Whittaker |    |               |

| Blackpool:  |    |                  |
|             |    |                  |
| P           | 1  | George Farm      |
| D           | 2  | Eddie Shimwell   |
| D           | 3  | Tommy Garrett    |
| C           | 4  | Ewan Fenton      |
| C           | 5  | Harry Johnston   |
| C           | 6  | Cyril Robinson   |
| A           | 7  | Stanley Matthews |
| A           | 8  | Ernie Taylor     |
| A           | 9  | Stan Mortensen   |
| A           | 10 | Jackie Mudie     |
| A           | 11 | Bill Perry       |
| Allenatore: |    |                  |
| Joe Smith   |    |                  |